# Mimastra scutellata
Mimastra scutellata là một loài bọ cánh cứng trong họ Chrysomelidae. Loài này được Jacoby miêu tả khoa học năm 1904.